# Figshare
Figshare és un repositori d'accés obert en línia en el qual els investigadors poden conservar i compartir els resultats de la seva recerca, incloent-hi figures, datasets, imatges i vídeos. Penjar-hi contingut és gratuït i té lliure accés, d'acord amb el principi de dades obertes. Figshare és un dels diversos serveis proveïts per Digital Science.

## Història
Figshare es va presentar el mes de gener del 2011, per Mark Hahnel i ha estat finançat per Digital Science des del seu segon llançament el gener del 2012. Hahnel va iniciar el desenvolupament de la plataforma a nivell personal per tal de millorar l'organització i publicació de diversos productes de recerca que va generar durant el seu PhD en el camp de la biologia de cèl·lules mare. El gener de 2013, Figshare va anunciar una col·laboració amb PLOS per tal d'integrar l'allotjament, l'accés i la visualització de dades amb els articles associats PLOS. Des de setembre de 2013, Figshare ofereix un servei de repositoris institucional a les organitzacions que ho vulguin: infrastructures pre-desenvolupades per tal d'allotjar materials acadèmics generats per les seves comunitats. El desembre de 2013 van anunciar la integració amb ImpactStory per permetre la col·lecció d'altmetrics. Figshare va fer públics més de 200.000 fitxers durant el seu primer any i va arribar a créixer fins al milió d'objectes de cara el setembre de 2013.
Figshare també manté una Col·lecció de Reproducibilitat com a membre fundador de la Reproducibility Initiative, la qual actua en conidició de validador objectiu i independent per la replicació de les dades dipositades.
Figshare publica 'The State of Open Data' de forma anual per tal d'assessorar el canvi d'escenari acadèmic necessari per la recerca oberta.